# 24 Ore di Spa 2012
La 24 Ore di Spa 2012 è stata la 65ª edizione della 24 Ore di Spa tenutasi tra il 28 e il 29 luglio 2012. È stato il quarto round del Blancpain Endurance Series 2012.
La gara è stata vinta da Andrea Piccini, René Rast e Frank Stippler al volante di un Audi R8 LMS Ultra.

## Iscritti
Il 4 luglio, SRO ha pubblicato l'elenco iscritti provvisorio.
| Lista degli iscritti | Lista degli iscritti        | Lista degli iscritti         | Lista degli iscritti    | Lista degli iscritti       | Lista degli iscritti   | Lista degli iscritti |
| #                    | Team                        | Macchina                     | Piloti                  | Piloti                     | Piloti                 | Piloti               |
| Pro Cup              | Pro Cup                     | Pro Cup                      | Pro Cup                 | Pro Cup                    | Pro Cup                | Pro Cup              |
| -------------------- | --------------------------- | ---------------------------- | ----------------------- | -------------------------- | ---------------------- | -------------------- |
| 1                    | Belgian Audi Club Team WRT  | Audi R8 LMS Ultra            | Stéphane Ortelli        | Christopher Mies           | Christopher Haase      |                      |
| 2                    | Belgian Audi Club Team WRT  | Audi R8 LMS Ultra            | Laurens Vanthoor        | Edward Sandström           | Marco Bonanomi         |                      |
| 3                    | Marc VDS Racing             | BMW Z4 GT3                   | Bas Leinders            | Maxime Martin              | Markus Palttala        |                      |
| 4                    | Marc VDS Racing             | BMW Z4 GT3                   | Bert Longin             | Mike Hezemans              | Henri Moser            |                      |
| 6                    | Audi Sport Team Phoenix     | Audi R8 LMS Ultra            | Marcel Fässler          | André Lotterer             | Tom Kristensen         |                      |
| 9                    | Gulf Racing UK              | McLaren MP4-12C GT3          | Robert Bell             | Andy Meyrick               | Michael Wainwright     |                      |
| 16                   | Audi Sport Performance Team | Audi R8 LMS Ultra            | Andrea Piccini          | René Rast                  | Frank Stippler         |                      |
| 22                   | United Autosports           | McLaren MP4-12C GT3          | David Brabham           | Álvaro Parente             | Matt Bell              |                      |
| 36                   | DB Motorsport               | BMW Z4 GT3                   | Jeroen den Boer         | Jeffrey van Hooydonk       | Stéphane Lémeret       |                      |
| 66                   | BMW/Vita4One Racing Team    | BMW Z4 GT3                   | Gregory Franchi         | Frank Kechele              | Mathias Lauda          |                      |
| 69                   | Gulf Racing UK              | McLaren MP4-12C GT3          | Jamie Campbell-Walter   | Stuart Hall                | Roald Goethe           |                      |
| 71                   | Kessel Racing               | Ferrari 458 GT3              | Davide Rigon            | Daniel Zampieri            | Stefano Gattuso        |                      |
| 75                   | Prospeed Competition        | Porsche 997 GT3-R            | Marc Goossens           | Xavier Maassen             | Marc Hennerici         |                      |
| 83                   | SMG Challenge               | Porsche 997 GT3-R            | Philippe Gache          | Olivier Pla                | Eric Clément           |                      |
| Pro-Am Cup           |                             |                              |                         |                            |                        |                      |
| 007                  | Aston Martin Racing         | Aston Martin V12 Vantage GT3 | Jonathan Adam           | John Gaw                   | Andrew Howard          | Phil Dryburgh        |
| 5                    | Boutsen Ginion Racing       | McLaren MP4-12C GT3          | Jack Clarke             | Nico Verdonck              | Edouard Mondron        | Eric van de Poele    |
| 7                    | ARC Bratislava              | Porsche 997 GT3-R            | Miroslav Konopka        | Zdeno Mikulasko            | Stefano Crotti         |                      |
| 8                    | Haribo Racing Team          | Porsche 997 GT3-R            | Christian Menzel        | Hans Guido Riegel          | Mike Stursberg         |                      |
| 10                   | SOFREV ASP                  | Ferrari 458 GT3              | Olivier Panis           | Christian Moullin Traffort | Fabien Barthez         | Eric Debard          |
| 11                   | Ruffier Racing              | Porsche 997 GT3-R            | Mike Parisy             | Jean-Claude Lagniez        | Laurent Pasquali       |                      |
| 12                   | ART Grand Prix              | McLaren MP4-12C GT3          | Duncan Tappy            | Grégoire Demoustier        |                        |                      |
| 14                   | KRK Racing                  | Mercedes-Benz SLS AMG GT3    | Dennis Retera           | Raf Vanthoor               | Koen Wauters           |                      |
| 16                   | Heico Motorsport            | Mercedes-Benz SLS AMG GT3    |                         |                            |                        |                      |
| 17                   | Insight Racing              | Ferrari 458 GT3              | Martin Jensen           | Dennis Andersen            |                        |                      |
| 18                   | Black Falcon                | Mercedes-Benz SLS AMG GT3    | Jeroen Bleekemolen      | Steve Jans                 | Bret Curtis            | Franky Cheng         |
| 19                   | Black Falcon                | Mercedes-Benz SLS AMG GT3    | Oliver Morley           | Riccardo Brutschin         | Stephan Rösler         |                      |
| 20                   | SOFREV ASP                  | Ferrari 458 GT3              | Patrice Goueslard       | Ludovic Badey              | Jean-Luc Beaubélique   | Tristan Vautier      |
| 21                   | MTECH                       | Ferrari 458 GT3              | Matt Griffin            | Duncan Cameron             | Mike Edmonds           |                      |
| 23                   | United Autosports           | Audi R8 LMS Ultra            | Mark Blundell           | Mark Patterson             | Alain Li               | Richard Meins        |
| 24                   | Blancpain Reiter            | Lamborghini Gallardo LP600+  | Peter Kox               | Jos Menten                 | Marc A. Hayek          |                      |
| 25f                  | Heico Motorsport            | Mercedes-Benz SLS AMG GT3    |                         |                            |                        |                      |
| 27                   | Sébastien Loeb Racing       | Mercedes-Benz SLS AMG GT3    |                         |                            |                        |                      |
| 29                   | ROAL Motorsport             | BMW Z4 GT3                   | Tom Coronel             | Edoardo Liberati           | Stefano Colombo        | Michela Cerruti      |
| 30                   | GT3 Racing                  | Audi R8 LMS                  | Phil Keen               | Aaron Scott                | Craig Wilkins          | Peter Belshaw        |
| 31                   | ROAL Motorsport             | BMW Z4 GT3                   |                         |                            |                        |                      |
| 33                   | Pro GT by Almeras           | Porsche 997 GT3-R            | Antoine Leclerc         | Eric Dermont               | David Tuchbant         |                      |
| 34                   | Pro GT by Almeras           | Porsche 997 GT3-R            | Anthony Beltoise        | Roland Berville            | Henry Hassid           |                      |
| 35                   | GT Academy Team RJN         | Nissan GT-R GT3              | Alex Buncombe           | Jann Mardenborough         | Chris Ward             |                      |
| 37                   | DB Motorsport               | BMW Z4 GT3                   | Simon Knap              | Jochen Habets              | Andrew Danyliw         | Leon Rijnbeek        |
| 38                   | Scuderia Vittoria           | Ferrari 458 GT3              |                         |                            |                        |                      |
| 39                   | Lapidus Racing              | McLaren MP4-12C GT3          | Tim Mullen              | Adam Christodoulou         | Klaas Hummel           | Andreas Möntmann     |
| 40                   | Saintéloc Racing            | Audi R8 LMS Ultra            | Matt Halliday           | Jérôme Demay               | Grégory Guilvert       |                      |
| 42                   | Sport Garage                | Ferrari 458 GT3              | Emmet O'Brien           | Arno Santamato             | Kevin Despinasse       |                      |
| 44                   | Sport Garage                | Ferrari 458 GT3              |                         |                            |                        |                      |
| 47                   | ASM Team                    | McLaren MP4-12C GT3          | Karim Ojjeh             | Ricardo Bravo              |                        |                      |
| 49                   | AF Corse                    | Ferrari 458 GT3              | Yannick Mallégol        | Howard Blank               | Jean-Marc Bachelier    |                      |
| 50                   | AF Corse                    | Ferrari 458 GT3              | Marco Cioci             | Jack Gerber                |                        |                      |
| 51                   | AF Corse                    | Ferrari 458 GT3              | Daniel Brown            | Giuseppe Cirò              | Gaetano Ardagna Perez  |                      |
| 52                   | AF Corse                    | Ferrari 458 GT3              | Andrea Bertolini        | Niek Hommerson             | Louis Machiels         |                      |
| 57                   | Vita4One Team Italy         | Ferrari 458 GT3              | Eugenio Amos            | Alessandro Bonacini        | Giacomo Petrobelli     |                      |
| 60                   | Von Ryan Racing             | McLaren MP4-12C GT3          | Stephen Jelley          | Julien Draper              | Matthew Draper         |                      |
| 61                   | Gemballa                    | McLaren MP4-12C GT3          |                         |                            |                        |                      |
| 67                   | United Autosports           | McLaren MP4-12C GT3          |                         |                            |                        |                      |
| 70                   | Race Art                    | BMW Z4 GT3                   | Nick Catsburg           | Roger Grouwels             |                        |                      |
| 72                   | Kessel Racing               | Ferrari 458 GT3              | Mathias Beche           | Gino Forgione              | Claude-Yves Gosselin   |                      |
| 74                   | Prospeed Competition        | Porsche 997 GT3-R            | Maxime Soulet           | Paul van Splunteren        | Dylan Derdaele         |                      |
| 80                   | Emil Frey Racing            | Jaguar XK-R                  | Fredy Barth             | Gabriele Gardel            | Lorenz Frey            | Rolf Maritz          |
| 88                   | Von Ryan Racing             | McLaren MP4-12C GT3          | Rob Barff               | Leon Price                 | Jordan Grogor          |                      |
| 89                   | GPR AMR                     | Aston Martin V12 Vantage GT3 | Tim Verberg             | Damien Dupont              | Ronnie Latinne         |                      |
| 90                   | Preci-Spark                 | Mercedes-Benz SLS AMG GT3    | Mike Jordan             | David Jones                | Godfrey Jones          |                      |
| TBC                  | BMW/Vita4One Racing Team    | BMW Z4 GT3                   |                         |                            |                        |                      |
| Gentlemen Trophy     |                             |                              |                         |                            |                        |                      |
| 25                   | First Motorsport            | Porsche 997 GT3 Cup S        | Steve Van Bellingen     | Bert Redant                | Armand Fumal           | Johan Vanloo         |
| 41                   | Saintéloc Racing            | Audi R8 LMS                  | Pierre Hirschi          | Robert Hissom              | Marc Sourd             |                      |
| 54                   | Centre Porsche Lorient      | Porsche 997 GT3 Cup S        | Frédéric Ancel          | Gilles Blasco              |                        |                      |
| 58                   | Exagon Engineering          | Porsche 997 GT3-R            | Christian Kelders       | Daniel Desbruères          | Jean-Luc Blanchemain   |                      |
| 73                   | Kessel Racing               | Ferrari 430 Scuderia         | Pablo Paladino          | Paolo Andreasi             | Beniamino Caccia       |                      |
| 81                   | ALFAB Racing                | Audi R8 LMS                  | Erik Behrens            |                            |                        |                      |
| 85                   | Racing Adventures           | Ford Mustang                 | Raphaël van der Straten | Nicolas De Crem            | José Close             | Wolfgang Haugg       |
| 93                   | Bull Fight Racing/GCR       | Dodge Viper CC               | Gaël Lesoudier          | Guy Clairay                | Christophe Decultot    | Pierre Fontaine      |
| 94                   | Speedlover                  | Porsche 997 GT3 Cup S        | JM Gerome               | Kevin Balthazard           |                        |                      |
| 98                   | JB Motorsport               | Audi R8 LMS                  | Jan Brunstedt           | Mikael Bender              | Jocke Mangs            |                      |
| Cup Class            |                             |                              |                         |                            |                        |                      |
| 26                   | Pro GT by Almeras           | Porsche 997 GT3 Cup          |                         |                            |                        |                      |
| 32                   | Prospeed Competition        | Porsche 997 GT3 Cup          | Didier Grandjean        |                            |                        |                      |
| 76                   | Race Art                    | Porsche 997 GT3 Cup          |                         |                            |                        |                      |
| 86                   | RMS                         | Porsche 997 GT3 Cup          | Thierry Stepec          | Thierry Prignaud           | Marc Faggionato        |                      |
| 87                   | RMS                         | Porsche 997 GT3 Cup          | Fabio Spirgi            | Richard Feller             | Olivier Baron          | Manuel Nicolaïdis    |
| 95                   | Speedlover                  | Porsche 997 GT3 Cup          | Christophe Bigourie     | Raf Vleugels               | Nicolas Vandierendonck |                      |
| Reserves             |                             |                              |                         |                            |                        |                      |
| 43                   | Saintéloc Racing            | Audi R8 LMS Ultra            |                         |                            |                        |                      |
| 57                   | Vita4One Team Italy         | Ferrari 458 GT3              |                         |                            |                        |                      |
| 62                   | AutOrlando                  | Porsche 997 GT3-R            |                         |                            |                        |                      |
| 92                   | Attempto Racing             | Porsche 997 GT3-R            |                         |                            |                        |                      |

## Risultati
I vincitori di classe sono in grassetto. Le auto che non hanno completato almeno il 70% della distanza del vincitore sono indicate come NC, quelle ritirate come DNF.
| Pos    | Classe           | #   | Team                          | Piloti                                                                | Telaio                          | Gomme | Giri |
| Pos    | Classe           | #   | Team                          | Piloti                                                                | Motore                          | Gomme | Giri |
| ------ | ---------------- | --- | ----------------------------- | --------------------------------------------------------------------- | ------------------------------- | ----- | ---- |
| 1      | GT3 Pro          | 16  | Audi Sport Performance Team   | Frank Stippler René Rast Andrea Piccini                               | Audi R8 LMS Ultra               | M     | 509  |
| 1      | GT3 Pro          | 16  | Audi Sport Performance Team   | Frank Stippler René Rast Andrea Piccini                               | Audi 5.2 L V10                  | M     | 509  |
| 2      | GT3 Pro          | 1   | Belgian Audi Club Team WRT    | Stéphane Ortelli Christopher Mies Christopher Haase                   | Audi R8 LMS Ultra               | M     | 508  |
| 2      | GT3 Pro          | 1   | Belgian Audi Club Team WRT    | Stéphane Ortelli Christopher Mies Christopher Haase                   | Audi 5.2 L V10                  | M     | 508  |
| 3      | GT3 Pro          | 66  | BMW/Vita4One Racing Team      | Frank Kechele Greg Franchi Mathias Lauda                              | BMW Z4 GT3                      | M     | 508  |
| 3      | GT3 Pro          | 66  | BMW/Vita4One Racing Team      | Frank Kechele Greg Franchi Mathias Lauda                              | BMW 4.4 L V8                    | M     | 508  |
| 4      | GT3 Pro          | 3   | Marc VDS Racing               | Maxime Martin Bas Leinders Markus Palttala                            | BMW Z4 GT3                      | M     | 507  |
| 4      | GT3 Pro          | 3   | Marc VDS Racing               | Maxime Martin Bas Leinders Markus Palttala                            | BMW 4.4 L V8                    | M     | 507  |
| 5      | GT3 Pro-Am       | 52  | AF Corse                      | Andrea Bertolini Alessandro Pier Guidi Louis Machiels Niek Hommerson  | Ferrari 458 Italia GT3          | M     | 502  |
| 5      | GT3 Pro-Am       | 52  | AF Corse                      | Andrea Bertolini Alessandro Pier Guidi Louis Machiels Niek Hommerson  | Ferrari 4.5 L V8                | M     | 502  |
| 6      | GT3 Pro          | 6   | Audi Sport Team Phoenix       | André Lotterer Tom Kristensen Marcel Fässler                          | Audi R8 LMS Ultra               | M     | 501  |
| 6      | GT3 Pro          | 6   | Audi Sport Team Phoenix       | André Lotterer Tom Kristensen Marcel Fässler                          | Audi 5.2 L V10                  | M     | 501  |
| 7      | GT3 Pro-Am       | 8   | Haribo Racing Team            | Uwe Alzen Christian Menzel Mike Stursberg Hans Guido Riegel           | Porsche 997 GT3-R               | M     | 497  |
| 7      | GT3 Pro-Am       | 8   | Haribo Racing Team            | Uwe Alzen Christian Menzel Mike Stursberg Hans Guido Riegel           | Porsche 4.0 L Flat-6            | M     | 497  |
| 8      | GT3 Pro-Am       | 10  | SOFREV Auto Sport Promotion   | Olivier Panis Fabien Barthez Eric Debard Morgan Moulin-Traffort       | Ferrari 458 Italia GT3          | M     | 497  |
| 8      | GT3 Pro-Am       | 10  | SOFREV Auto Sport Promotion   | Olivier Panis Fabien Barthez Eric Debard Morgan Moulin-Traffort       | Ferrari 4.5 L V8                | M     | 497  |
| 9      | GT3 Pro-Am       | 88  | Von Ryan Racing               | Álvaro Parente Roger Wills Chris Goodwin Rob Barff                    | McLaren MP4-12C GT3             | M     | 497  |
| 9      | GT3 Pro-Am       | 88  | Von Ryan Racing               | Álvaro Parente Roger Wills Chris Goodwin Rob Barff                    | McLaren 3.8 L Turbo V8          | M     | 497  |
| 10     | GT3 Pro-Am       | 20  | SOFREV Auto Sport Promotion   | Ludovic Badey Jean-Luc Beaubelique Patrice Goueslard Tristan Vautier  | Ferrari 458 Italia GT3          | M     | 495  |
| 10     | GT3 Pro-Am       | 20  | SOFREV Auto Sport Promotion   | Ludovic Badey Jean-Luc Beaubelique Patrice Goueslard Tristan Vautier  | Ferrari 4.5 L V8                | M     | 495  |
| 11     | GT3 Pro-Am       | 24  | Blancpain Reiter              | Peter Kox Marc Hayek Albert von Thurn und Taxis Jos Menten            | Lamborghini Gallardo LP600+ GT3 | M     | 486  |
| 11     | GT3 Pro-Am       | 24  | Blancpain Reiter              | Peter Kox Marc Hayek Albert von Thurn und Taxis Jos Menten            | Lamborghini 5.2 L V10           | M     | 486  |
| 12     | GT3 Pro-Am       | 17  | Insight Racing                | Martin Jensen Dennis Andersen Iain Dockerill                          | Ferrari 458 Italia GT3          | M     | 486  |
| 12     | GT3 Pro-Am       | 17  | Insight Racing                | Martin Jensen Dennis Andersen Iain Dockerill                          | Ferrari 4.5 L V8                | M     | 486  |
| 13     | GT3 Pro-Am       | 74  | Prospeed Competition          | Maxime Soulet Dylan Derdaele Paul van Splunteren Frédéric Bouvy       | Porsche 997 GT3-R               | M     | 485  |
| 13     | GT3 Pro-Am       | 74  | Prospeed Competition          | Maxime Soulet Dylan Derdaele Paul van Splunteren Frédéric Bouvy       | Porsche 4.0 L Flat-6            | M     | 485  |
| 14     | GT3 Pro-Am       | 30  | GT3 Racing                    | Peter Belshaw Craig Wilkins Aaron Scott Phil Keen                     | Audi R8 LMS                     | M     | 484  |
| 14     | GT3 Pro-Am       | 30  | GT3 Racing                    | Peter Belshaw Craig Wilkins Aaron Scott Phil Keen                     | Audi 5.2 L V10                  | M     | 484  |
| 15     | GT3 Pro          | 4   | Marc VDS Racing               | Mike Hezemans Bert Longin Henri Moser                                 | BMW Z4 GT3                      | M     | 478  |
| 15     | GT3 Pro          | 4   | Marc VDS Racing               | Mike Hezemans Bert Longin Henri Moser                                 | BMW 4.4 L V8                    | M     | 478  |
| 16     | GT3 Pro-Am       | 89  | GPR AMR                       | Bertrand Baguette Ronnie Lattine Tim Verbergt Damien Dupont           | Aston Martin V12 Vantage GT3    | M     | 477  |
| 16     | GT3 Pro-Am       | 89  | GPR AMR                       | Bertrand Baguette Ronnie Lattine Tim Verbergt Damien Dupont           | Aston Martin 6.0 L V12          | M     | 477  |
| 17     | Gentleman Trophy | 25  | First Motorsport              | Bert Redant Armand Fumal Steve Van Bellingen Johan Vanloo             | Porsche 997 GT3 Cup S           | M     | 475  |
| 17     | Gentleman Trophy | 25  | First Motorsport              | Bert Redant Armand Fumal Steve Van Bellingen Johan Vanloo             | Porsche 3.6 L Flat-6            | M     | 475  |
| 18     | GT3 Pro-Am       | 49  | AF Corse                      | Yannick Mallégol Howard Blank Jean-Marc Bachelier François Perrodo    | Ferrari 458 Italia GT3          | M     | 475  |
| 18     | GT3 Pro-Am       | 49  | AF Corse                      | Yannick Mallégol Howard Blank Jean-Marc Bachelier François Perrodo    | Ferrari 4.5 L V8                | M     | 475  |
| 19     | GT3 Pro-Am       | 19  | Black Falcon                  | Kenneth Heyer Oliver Morley Manuel Metzger Stephan Rosler             | Mercedes-Benz SLS AMG GT3       | M     | 473  |
| 19     | GT3 Pro-Am       | 19  | Black Falcon                  | Kenneth Heyer Oliver Morley Manuel Metzger Stephan Rosler             | Mercedes-Benz 6.2 L V8          | M     | 473  |
| 20     | GT3 Pro          | 75  | Prospeed Competition          | Marc Goossens Xavier Maassen Marc Hennerici                           | Porsche 997 GT3-R               | M     | 471  |
| 20     | GT3 Pro          | 75  | Prospeed Competition          | Marc Goossens Xavier Maassen Marc Hennerici                           | Porsche 4.0 L Flat-6            | M     | 471  |
| 21     | GT3 Pro-Am       | 34  | Pro GT by Alméras             | Anthony Beltoise Roland Berville Henry Hassid Nicolas Armindo         | Porsche 997 GT3-R               | M     | 471  |
| 21     | GT3 Pro-Am       | 34  | Pro GT by Alméras             | Anthony Beltoise Roland Berville Henry Hassid Nicolas Armindo         | Porsche 4.0 L Flat-6            | M     | 471  |
| 22     | Gentleman Trophy | 82  | Bull Fight Racing/GCR         | Pierre Fontaine Gaël Lesoudier Christophe Decultot Gilles Vannelet    | Dodge Viper Competition Coupe   | M     | 462  |
| 22     | Gentleman Trophy | 82  | Bull Fight Racing/GCR         | Pierre Fontaine Gaël Lesoudier Christophe Decultot Gilles Vannelet    | Dodge 8.3 L V10                 | M     | 462  |
| 23     | Gentleman Trophy | 41  | Saintéloc Racing              | Robert Hissom Pierre Hirschi Philippe Marie Jérôme Demay              | Audi R8 LMS                     | M     | 460  |
| 23     | Gentleman Trophy | 41  | Saintéloc Racing              | Robert Hissom Pierre Hirschi Philippe Marie Jérôme Demay              | Audi 5.2 L V10                  | M     | 460  |
| 24     | Gentleman Trophy | 81  | ALFAB Racing                  | Erik Behrens Daniel Roos Patrik Skoog Magnus Ohman                    | Audi R8 LMS                     | M     | 455  |
| 24     | Gentleman Trophy | 81  | ALFAB Racing                  | Erik Behrens Daniel Roos Patrik Skoog Magnus Ohman                    | Audi 5.2 L V10                  | M     | 455  |
| 25     | Cup              | 94  | SpeedLover                    | Kevin Balthazard Christophe Bigourie Raf Vleugels Rik Renmans         | Porsche 997 GT3 Cup             | M     | 455  |
| 25     | Cup              | 94  | SpeedLover                    | Kevin Balthazard Christophe Bigourie Raf Vleugels Rik Renmans         | Porsche 3.8 L Flat-6            | M     | 455  |
| 26 DNF | GT3 Pro-Am       | 51  | AF Corse                      | Dan Brown Giuseppe Cirò Gaetano Ardagna Pérez Toni Vilander           | Ferrari 458 Italia GT3          | M     | 449  |
| 26 DNF | GT3 Pro-Am       | 51  | AF Corse                      | Dan Brown Giuseppe Cirò Gaetano Ardagna Pérez Toni Vilander           | Ferrari 4.5 L V8                | M     | 449  |
| 27 DNF | GT3 Pro-Am       | 72  | Kessel Racing                 | Lorenzo Bontempelli Pierre Bruneau Marc Rostan Claude-Yves Gosselin   | Ferrari 458 Italia GT3          | M     | 449  |
| 27 DNF | GT3 Pro-Am       | 72  | Kessel Racing                 | Lorenzo Bontempelli Pierre Bruneau Marc Rostan Claude-Yves Gosselin   | Ferrari 4.5 L V8                | M     | 449  |
| 28     | GT3 Pro-Am       | 42  | Sport Garage                  | Romain Brandela Lionel Comole Michaël Petit Kevin Despinasse          | Ferrari 458 Italia GT3          | M     | 448  |
| 28     | GT3 Pro-Am       | 42  | Sport Garage                  | Romain Brandela Lionel Comole Michaël Petit Kevin Despinasse          | Ferrari 4.5 L V8                | M     | 448  |
| 29     | GT3 Pro-Am       | 50  | AF Corse                      | Marco Cioci Jack Gerber Raffaele Giammaria Enzo Ide                   | Ferrari 458 Italia GT3          | M     | 447  |
| 29     | GT3 Pro-Am       | 50  | AF Corse                      | Marco Cioci Jack Gerber Raffaele Giammaria Enzo Ide                   | Ferrari 4.5 L V8                | M     | 447  |
| 30     | GT3 Pro-Am       | 60  | Von Ryan Racing               | Julien Draper Matthew Draper Stephen Jelley Stef Dusseldorp           | McLaren MP4-12C GT3             | M     | 434  |
| 30     | GT3 Pro-Am       | 60  | Von Ryan Racing               | Julien Draper Matthew Draper Stephen Jelley Stef Dusseldorp           | McLaren 3.8 L Turbo V8          | M     | 434  |
| 31 DNF | GT3 Pro          | 2   | Belgian Audi Club Team WRT    | Edward Sandström Marco Bonanomi Laurens Vanthoor                      | Audi R8 LMS Ultra               | M     | 417  |
| 31 DNF | GT3 Pro          | 2   | Belgian Audi Club Team WRT    | Edward Sandström Marco Bonanomi Laurens Vanthoor                      | Audi 5.2 L V10                  | M     | 417  |
| 32 DNF | GT3 Pro-Am       | 29  | ROAL Motorsport               | Tom Coronel Stefano Colombo Edoardo Liberati Michela Cerruti          | BMW Z4 GT3                      | M     | 400  |
| 32 DNF | GT3 Pro-Am       | 29  | ROAL Motorsport               | Tom Coronel Stefano Colombo Edoardo Liberati Michela Cerruti          | BMW 4.4 L V8                    | M     | 400  |
| 33     | Gentleman Trophy | 98  | JB Motorsport                 | Jan Brunstedt Mikael Bender Jocke Mangs                               | Audi R8 LMS                     | M     | 363  |
| 33     | Gentleman Trophy | 98  | JB Motorsport                 | Jan Brunstedt Mikael Bender Jocke Mangs                               | Audi 5.2 L V10                  | M     | 363  |
| 34 DNF | GT3 Pro          | 71  | Kessel Racing                 | Daniel Zampieri Davide Rigon Stefano Gattuso                          | Ferrari 458 Italia GT3          | M     | 354  |
| 34 DNF | GT3 Pro          | 71  | Kessel Racing                 | Daniel Zampieri Davide Rigon Stefano Gattuso                          | Ferrari 4.5 L V8                | M     | 354  |
| 35 DNF | GT3 Pro-Am       | 107 | Beechdean-Aston Martin Racing | Jonathan Adam John Gaw Andrew Howard Phil Dryburgh                    | Aston Martin V12 Vantage GT3    | M     | 342  |
| 35 DNF | GT3 Pro-Am       | 107 | Beechdean-Aston Martin Racing | Jonathan Adam John Gaw Andrew Howard Phil Dryburgh                    | Aston Martin 6.0 L V12          | M     | 342  |
| 36 DNF | Gentleman Trophy | 58  | Exagon Engineering            | Christian Kelders Jean-Luc Blanchemain Daniel Desbrueres Pascal Mulle | Porsche 997 GT3-R               | M     | 342  |
| 36 DNF | Gentleman Trophy | 58  | Exagon Engineering            | Christian Kelders Jean-Luc Blanchemain Daniel Desbrueres Pascal Mulle | Porsche 4.0 L Flat-6            | M     | 342  |
| 37 DNF | GT3 Pro-Am       | 57  | Vita4One Team Italy           | Alessandro Bonacini Eugenio Amos Giacomo Petrobelli Jonathan Hirschi  | Ferrari 458 Italia GT3          | M     | 338  |
| 37 DNF | GT3 Pro-Am       | 57  | Vita4One Team Italy           | Alessandro Bonacini Eugenio Amos Giacomo Petrobelli Jonathan Hirschi  | Ferrari 4.5 L V8                | M     | 338  |
| 38 NC  | Gentleman Trophy | 57  | VDS Racing Adventures         | Raphaël van de Straten Nicolas de Crem José Close Benjamin Bailly     | Ford Mustang FR500 GT3          | M     | 334  |
| 38 NC  | Gentleman Trophy | 57  | VDS Racing Adventures         | Raphaël van de Straten Nicolas de Crem José Close Benjamin Bailly     | Ford 5.0 L V8                   | M     | 334  |
| 39 DNF | GT3 Pro-Am       | 7   | ARC Bratislava                | Miroslav Konopka Zdeno Mikulasko Steffano Crotti Christoff Corten     | Porsche 997 GT3-R               | M     | 305  |
| 39 DNF | GT3 Pro-Am       | 7   | ARC Bratislava                | Miroslav Konopka Zdeno Mikulasko Steffano Crotti Christoff Corten     | Porsche 4.0 L Flat-6            | M     | 305  |
| 40 DNF | GT3 Pro          | 36  | DB Motorsport                 | Stéphane Léméret Jeffrey van Hooydonk Jeroen den Boer                 | BMW Z4 GT3                      | M     | 271  |
| 40 DNF | GT3 Pro          | 36  | DB Motorsport                 | Stéphane Léméret Jeffrey van Hooydonk Jeroen den Boer                 | BMW 4.4 L V8                    | M     | 271  |
| 41 DNF | GT3 Pro          | 41  | Saintéloc Racing              | Dino Lunardi Grégory Guilvert Filipe Albuquerque                      | Audi R8 LMS Ultra               | M     | 267  |
| 41 DNF | GT3 Pro          | 41  | Saintéloc Racing              | Dino Lunardi Grégory Guilvert Filipe Albuquerque                      | Audi 5.2 L V10                  | M     | 267  |
| 42 DNF | GT3 Pro          | 83  | SMG Challenge                 | Philippe Gache Eric Clément Olivier Pla                               | Porsche 997 GT3-R               | M     | 262  |
| 42 DNF | GT3 Pro          | 83  | SMG Challenge                 | Philippe Gache Eric Clément Olivier Pla                               | Porsche 4.0 L Flat-6            | M     | 262  |
| 43 DNF | GT3 Pro-Am       | 21  | MTech                         | Matt Griffin Niki Cadei Mike Edmonds Duncan Cameron                   | Ferrari 458 Italia GT3          | M     | 257  |
| 43 DNF | GT3 Pro-Am       | 21  | MTech                         | Matt Griffin Niki Cadei Mike Edmonds Duncan Cameron                   | Ferrari 4.5 L V8                | M     | 257  |
| 44 DNF | GT3 Pro          | 69  | Gulf Racing UK                | Jamie Campbell-Walter Roald Goethe Stuart Hall                        | McLaren MP4-12C GT3             | M     | 216  |
| 44 DNF | GT3 Pro          | 69  | Gulf Racing UK                | Jamie Campbell-Walter Roald Goethe Stuart Hall                        | McLaren 3.8 L Turbo V8          | M     | 216  |
| 45 DNF | GT3 Pro          | 9   | Gulf Racing UK                | Rob Bell Michael Wainwright Andy Meyrick                              | McLaren MP4-12C GT3             | M     | 203  |
| 45 DNF | GT3 Pro          | 9   | Gulf Racing UK                | Rob Bell Michael Wainwright Andy Meyrick                              | McLaren 3.8 L Turbo V8          | M     | 203  |
| 46 DNF | GT3 Pro-Am       | 14  | KRK Racing                    | Koen Wauters Anthony Kumpen Raf Vanthoor Dennis Retera                | Mercedes-Benz SLS AMG GT3       | M     | 190  |
| 46 DNF | GT3 Pro-Am       | 14  | KRK Racing                    | Koen Wauters Anthony Kumpen Raf Vanthoor Dennis Retera                | Mercedes-Benz 6.2 L V8          | M     | 190  |
| 47 DNF | GT3 Pro-Am       | 47  | ASM Team                      | Pedro Lamy Ricardo Bravo Luís Silva Karim Ojjeh                       | McLaren MP4-12C GT3             | M     | 190  |
| 47 DNF | GT3 Pro-Am       | 47  | ASM Team                      | Pedro Lamy Ricardo Bravo Luís Silva Karim Ojjeh                       | McLaren 3.8 L Turbo V8          | M     | 190  |
| 48 DNF | GT3 Pro-Am       | 23  | United Autosports             | Mark Blundell Mark Patterson Alain Li Richard Meins                   | Audi R8 LMS Ultra               | M     | 187  |
| 48 DNF | GT3 Pro-Am       | 23  | United Autosports             | Mark Blundell Mark Patterson Alain Li Richard Meins                   | Audi 5.2 L V10                  | M     | 187  |
| 49 DNF | Cup              | 76  | Race Art                      | Philippe Broodcoren Christophe Geoffroy Mathijs Harkema Henri Richard | Porsche 997 GT3 Cup             | M     | 181  |
| 49 DNF | Cup              | 76  | Race Art                      | Philippe Broodcoren Christophe Geoffroy Mathijs Harkema Henri Richard | Porsche 3.8 L Flat-6            | M     | 181  |
| 50 DNF | GT3 Pro-Am       | 44  | Sport Garage                  | Gilles Duqueine Christian Beroujon André-Alain Corbel Eric Vaissiere  | Ferrari 458 Italia GT3          | M     | 164  |
| 50 DNF | GT3 Pro-Am       | 44  | Sport Garage                  | Gilles Duqueine Christian Beroujon André-Alain Corbel Eric Vaissiere  | Ferrari 4.5 L V8                | M     | 164  |
| 51 DNF | Cup              | 32  | Pro GT by Alméras             | Jean-Louis Alloin Jérémy Alloin Matthieu Vaxivière Alain Ferté        | Porsche 997 GT3 Cup             | M     | 163  |
| 51 DNF | Cup              | 32  | Pro GT by Alméras             | Jean-Louis Alloin Jérémy Alloin Matthieu Vaxivière Alain Ferté        | Porsche 3.8 L Flat-6            | M     | 163  |
| 52 DNF | GT3 Pro-Am       | 59  | Vita4One Team Italy           | Alessandro Bonetti Andrea Ceccato Michael Lyons Filip Salaquarda      | Ferrari 458 Italia GT3          | M     | 158  |
| 52 DNF | GT3 Pro-Am       | 59  | Vita4One Team Italy           | Alessandro Bonetti Andrea Ceccato Michael Lyons Filip Salaquarda      | Ferrari 4.5 L V8                | M     | 158  |
| 53 DNF | GT3 Pro-Am       | 70  | Race Art                      | Nick Catsburg Roger Grouwels Jaap van Lagen Robert Nearn              | BMW Z4 GT3                      | M     | 136  |
| 53 DNF | GT3 Pro-Am       | 70  | Race Art                      | Nick Catsburg Roger Grouwels Jaap van Lagen Robert Nearn              | BMW 4.4 L V8                    | M     | 136  |
| 54 DNF | GT3 Pro-Am       | 18  | Black Falcon                  | Jeroen Bleekemolen Steve Jans Bret Curtis Franky Cheng                | Mercedes-Benz SLS AMG GT3       | M     | 125  |
| 54 DNF | GT3 Pro-Am       | 18  | Black Falcon                  | Jeroen Bleekemolen Steve Jans Bret Curtis Franky Cheng                | Mercedes-Benz 6.2 L V8          | M     | 125  |
| 55 DNF | GT3 Pro-Am       | 5   | Boutsen Ginion Racing         | Nico Verdonck Edouard Mondron Eric van de Poele Jack Clarke           | McLaren MP4-12C GT3             | M     | 124  |
| 55 DNF | GT3 Pro-Am       | 5   | Boutsen Ginion Racing         | Nico Verdonck Edouard Mondron Eric van de Poele Jack Clarke           | McLaren 3.8 L Turbo V8          | M     | 124  |
| 56 DNF | Gentleman Trophy | 73  | Kessel Racing                 | Beniamino Caccia Paolo Andreasi Pablo Paladino Giacomo Piccini        | Ferrari 430 Scuderia GT3        | M     | 123  |
| 56 DNF | Gentleman Trophy | 73  | Kessel Racing                 | Beniamino Caccia Paolo Andreasi Pablo Paladino Giacomo Piccini        | Ferrari 4.5 L V8                | M     | 123  |
| 57 DNF | GT3 Pro-Am       | 15  | Boutsen Ginion Racing         | Jérôme Thiry Sarah Bovy Massimo Vagliani Marlene Broggi               | McLaren MP4-12C GT3             | M     | 96   |
| 57 DNF | GT3 Pro-Am       | 15  | Boutsen Ginion Racing         | Jérôme Thiry Sarah Bovy Massimo Vagliani Marlene Broggi               | McLaren 3.8 L Turbo V8          | M     | 96   |
| 58 DNF | GT3 Pro-Am       | 62  | Lapidus Racing                | Klaas Hummel Adam Christodoulou Phil Quaife Tim Mullen                | McLaren MP4-12C GT3             | M     | 96   |
| 58 DNF | GT3 Pro-Am       | 62  | Lapidus Racing                | Klaas Hummel Adam Christodoulou Phil Quaife Tim Mullen                | McLaren 3.8 L Turbo V8          | M     | 96   |
| 59 DNF | GT3 Pro-Am       | 12  | ART Grand Prix                | Duncan Tappy Grégoire Demoustier Mike Parisy Ulric Amado              | McLaren MP4-12C GT3             | M     | 95   |
| 59 DNF | GT3 Pro-Am       | 12  | ART Grand Prix                | Duncan Tappy Grégoire Demoustier Mike Parisy Ulric Amado              | McLaren 3.8 L Turbo V8          | M     | 95   |
| 60 DNF | GT3 Pro-Am       | 90  | Preci-Spark                   | David Jones Godfrey Jones Mike Jordan Bernd Schneider                 | Mercedes-Benz SLS AMG GT3       | M     | 73   |
| 60 DNF | GT3 Pro-Am       | 90  | Preci-Spark                   | David Jones Godfrey Jones Mike Jordan Bernd Schneider                 | Mercedes-Benz 6.2 L V8          | M     | 73   |
| 61 DNF | Cup              | 86  | RMS                           | Philippe Salini Thierry Stépec Éric Mouez David Loger                 | Porsche 997 GT3 Cup             | M     | 63   |
| 61 DNF | Cup              | 86  | RMS                           | Philippe Salini Thierry Stépec Éric Mouez David Loger                 | Porsche 3.8 L Flat-6            | M     | 63   |
| 62 DNF | GT3 Pro-Am       | 35  | GT Academy Team RJN           | Chris Ward Alex Buncombe Jann Mardenborough Lucas Ordóñez             | Nissan GT-R GT3                 | M     | 53   |
| 62 DNF | GT3 Pro-Am       | 35  | GT Academy Team RJN           | Chris Ward Alex Buncombe Jann Mardenborough Lucas Ordóñez             | Nissan 3.8 L Turbo V6           | M     | 53   |
| 63 DNF | GT3 Pro-Am       | 37  | DB Motorsport                 | Jochen Habets Leon Rijnbeek Simon Knap Andrew Danyliw                 | BMW Z4 GT3                      | M     | 52   |
| 63 DNF | GT3 Pro-Am       | 37  | DB Motorsport                 | Jochen Habets Leon Rijnbeek Simon Knap Andrew Danyliw                 | BMW 4.4 L V8                    | M     | 52   |
| 64 DNF | GT3 Pro-Am       | 80  | Emil Frey Racing              | Lorenz Frey Rolf Maritz Gabriele Gardel Fredy Barth                   | Jaguar XKR                      | M     | 52   |
| 64 DNF | GT3 Pro-Am       | 80  | Emil Frey Racing              | Lorenz Frey Rolf Maritz Gabriele Gardel Fredy Barth                   | Jaguar 5.0 L V8                 | M     | 52   |
| 65 DNF | GT3 Pro-Am       | 33  | Pro GT by Alméras             | Jean-Antoine Leclerc Éric Dermont David Tuchbant Franck Perera        | Porsche 997 GT3-R               | M     | 39   |
| 65 DNF | GT3 Pro-Am       | 33  | Pro GT by Alméras             | Jean-Antoine Leclerc Éric Dermont David Tuchbant Franck Perera        | Porsche 4.0 L Flat-6            | M     | 39   |
| 66 DNF | Cup              | 87  | RMS                           | Manuel Nicolaidis Fabio Spirgi Olivier Baron Richard Feller           | Porsche 997 GT3 Cup             | M     | 34   |
| 66 DNF | Cup              | 87  | RMS                           | Manuel Nicolaidis Fabio Spirgi Olivier Baron Richard Feller           | Porsche 3.8 L Flat-6            | M     | 34   |